# Isukuti
La danse traditionnelle Isukuti est une pratique kenyane des communautés Isukha (en) et Idakho (en) qui vivent dans l'ouest de ce pays. Cette danse s'effectue en plusieurs occasions, mais sa transmission, de génération en génération, connaît un recul. En 2014, elle est inscrite sur la liste du patrimoine immatériel nécessitant une sauvegarde urgente sous l'intitulé La danse Isukuti des communautés Isukha et Idakho de l’ouest du Kenya.  

## Pratique
La danse Isukuti des communautés Isukha et Idakho de l’ouest du Kenya est une danse de célébration traditionnelle. Accompagnée par des tambours et des chants, elle est décrite dans le texte de l'UNESCO comme passionnée et énergique, et au rythme rapide. Elle joue un rôle de cohésion, entre membres de différentes familles et différentes communautés. « Les naissances, les initiations, les mariages, les funérailles, les commémorations, les inaugurations, les festivités religieuses, les événements sportifs et autres rassemblements publics » constituent autant d'occasions de la représenter d'après le descriptif. Le nom de cette danse provient de celui des tambours qui se déclinent en trois tailles. D'autres instruments sont les hochets en métal et une corne d'antilope. Les hommes et les femmes dansent au sein de deux rangées distinctes, une par genre. Un soliste accompagne les danseurs par le chant de couplets sur des thèmes précis. 
Les costumes des danseurs évoluent et se sont modernisés, notamment pour des questions de pudeur : « mon Dieu, nous sommes Africains, laisse nous être décents », dit un danseur cité dans un article. Il existe des compétitions autour de cette danse. 

## Déclin
Les représentations et exécutions de cette danse tendent à se raréfier. Les connaissance relatives à cette danse sont principalement détenues par des personnes âgées, qui au sein des jeunes générations trouvent des successeurs avec peine. Cela explique le déclin de cette pratique, qui figure depuis l'année 2014 sur la liste du patrimoine immatériel nécessitant une sauvegarde urgente. Les moyens financiers et les matériaux pour fabriquer les costumes et les instruments viennent à manquer, autre cause du déclin. Enfin, ce genre artistique semble se démoder au profit d'autres, plus commerciaux et contemporains.